# شلال الأوريت
شلال الأوريت يُعد من أبرز الشلالات في الجزائر وأعلى شلال فيها، إذ يقع على بعد 7 كيلومترات من مدينة تلمسان ببلدية عين فزة في منطقة جبلية تغطيها أشجار الصنوبر. يبلغ الارتفاع الإجمالي للشلال حوالي 350 مترًا، مع سقوط عمودي يقدر بنحو 120 مترًا. يتألف الشلال من سبع طبقات طبيعية تشكل مجرى وادي الأوريت. ظل الشلال جافًا لمدة 40 عامًا بعد بناء سد مفروش، قبل أن يعود إلى التدفق مجددًا في عام 2009. يُعد شلال الأوريت جزءًا من الحديقة الوطنية في تلمسان. وقد بُني فوقه جسر حديدي للسكك الحديدية من تصميم المهندس الفرنسي الشهير غوستاف إيفل في القرن التاسع عشر، وسُمِّي الجسر باسمه.
- كاد يصبح هذا المنبع العذب لمنطقة جافة بعد تحويل مساره نحو سد مفروش والذي أدى إلى جفاف الشلال مدة 40 سنة ولكن السلطات المحلية وعت من خطر ذلك مما أدى إعادة الحياة الطبيعية لهذا الموقع المشهور.

شلالات الاوريت هو من أكثر الأماكن جذبا للسياح داخل الوطن (الجزائر) و خارجه.